# Pakel (Gucialit)
Pakel is een bestuurslaag in het regentschap Lumajang van de provincie Oost-Java, Indonesië. Pakel telt 1727 inwoners (volkstelling 2010).